# آنخل ملوگنو
آنخل ملوگنو (انگلیسی: Ángel Melogno؛ ۲۲ مارس ۱۹۰۵ – ۲۷ مارس ۱۹۴۵) یک بازیکن فوتبال اهل اروگوئه بود.